# Skigebiet Dachsteingletscher
| Koordinaten: 47° 28′ 0″ N, 13° 37′ 30″ OSkigebiet Dachsteingletscher |                |
| Skigebiet Dachsteingletscher (ohne Ramsau)                           |                |
| Anzahl der Pisten                                                    | 4              |
| Gesamtlänge                                                          | 4 km           |
| leicht                                                               | 2 km           |
| mittel                                                               | 1 km           |
| schwer                                                               | 1 km           |
| Funparks                                                             | 2              |
| Halfpipe                                                             | Nein           |
| Langlaufloipen                                                       | 32 km          |
| Schneekanonen                                                        | Nein           |
| Liftanlagen                                                          | 5              |
| Pendelbahnen                                                         | 1              |
| Sessellifte                                                          | 1              |
| Schlepplifte                                                         | 3              |
| Saison (Winter)                                                      | Dezember–April |
| Saison (Sommer)                                                      | Mai–November   |

Das ehemalige Skigebiet Dachsteingletscher lag auf dem Dachsteinmassiv und wurde durch die noch bestehende Dachstein-Südwandbahn (auch Gletscherbahn)von der Ramsau im oberen Ennstal aus erschlossen. Betreiber waren die Planai Seilbahnen, die das Skigebiet auch als Der Dachstein vermarkten.
Das Gebiet liegt im Land Oberösterreich, gehört aber zum steirischen Tourismusverbund Urlaubsregion Schladming–Dachstein. Das Skigebiet war Mitglied in der salzburgisch-steirischen Ski amadé und liegt noch im UNESCO-Welterbegebiet Hallstatt-Dachstein/Salzkammergut.

## Übersicht

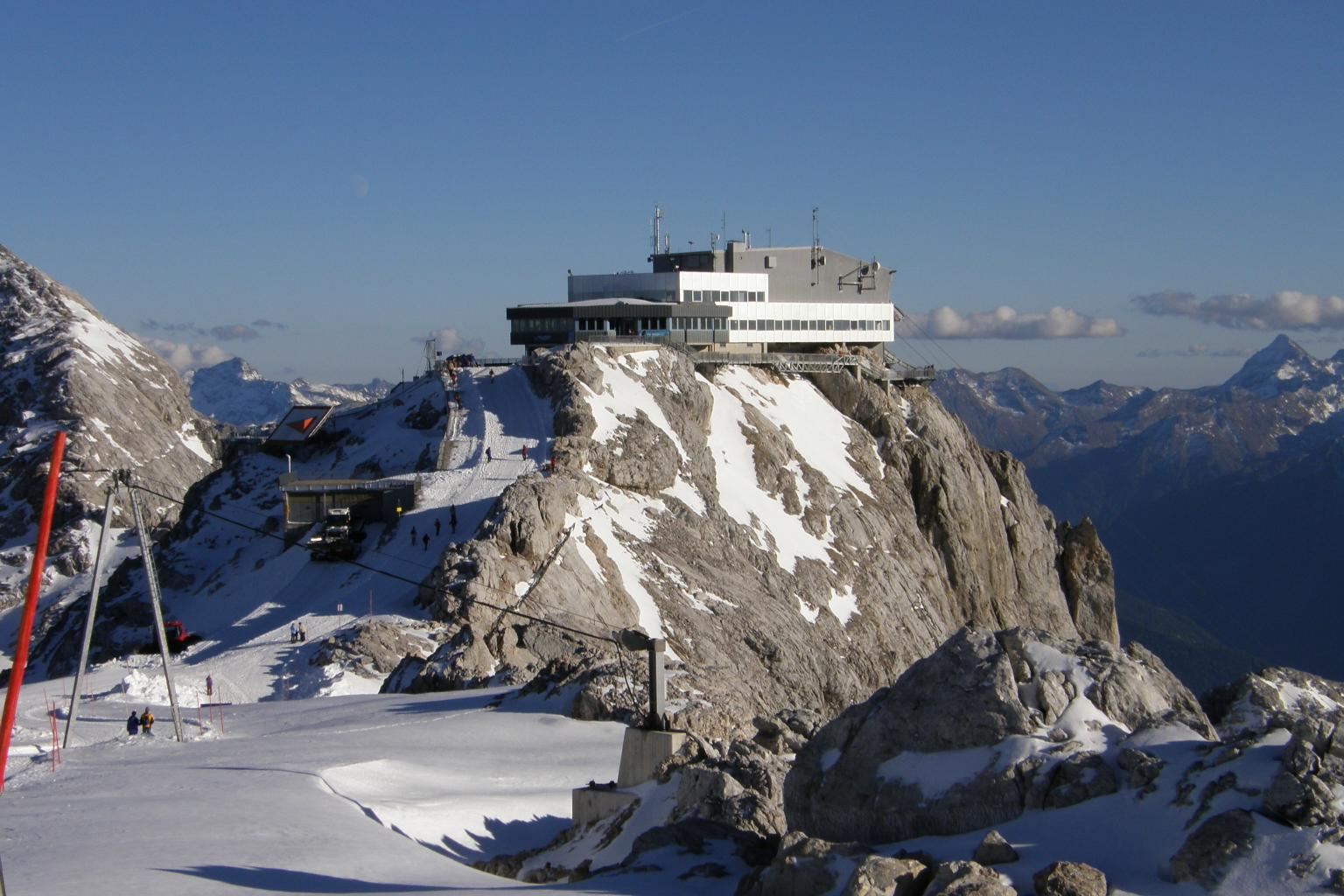
Bergstation auf dem Hunerkogel

Das Gletscherskigebiet erstreckte sich im Höhenbereich 2296 m bis 2680 m ü. A., der mittels der Dachstein Gletscherbahn erreicht werden kann. Die Bergstation dieser Pendelbahn liegt auf dem Hunerkogel auf 2687 m ü. A., dem höchsten Punkt des Skigebiets. Das Skigebiet bestand aus drei Schleppliften und einem Doppelsessellift, die je nach Schneelage geöffnet waren. Drei Gletscher bedecken das Dachsteinplateau: Hallstätter Gletscher, Gosaugletscher und Schladminger Gletscher. Das Gletscherskigebiet befindet sich hauptsächlich auf dem Schladminger Gletscher.
Zusammen mit dem am südlichen Bergfuß gelegenen Skigebiet Ramsau (Türlwand, 1130 m bis 1636 m) gab es im Skigebiet 22 km Pisten, davon 4 km auf dem Gletscher, sowie die Edelgrießabfahrt, eine 18 Kilometer lange Offpisten-Abfahrt Richtung Ramsau, und die Dachsteinüberquerung, bei der man auf 25 Kilometern den Gletscher von der steirischen Seite bis ins oberösterreichische Obertraun überquert – eine Rückkehr mit Lift ist nicht möglich. Auf dem Dachsteinplateau besteht Anschluss an die Höhenloipen des Langlaufzentrums Ramsau. Dort liegt auch die Skisprunganlage.
Weitere Tourismusattraktionen sind der Dachstein Skywalk, der in den Gletscher geschlagene Eispalast und die höchstgelegene Hängebrücke Österreichs mit der Stiege ins Nichts.
Der nahe Dachstein ist mit einer Höhe von 2995 m ü. A. der Hauptgipfel des Dachsteinmassivs. Ein Aufstieg von der Bergstation der Südwandbahn ist möglich.
Zusammen gehört diese Infrastruktur zum Alpincenter Dachstein–Ramsau.

## Geschichte
Die Anfänge der Dachsteinerschließung begannen 1877 mit dem Bau der Simonyhütte. 1961 wurde die Dachsteinstraße von der Ramsau zur Türlwandhütte gebaut. Die Straße war Voraussetzung für den späteren Bau der Dachstein-Südwandbahn. Der Bau der Pendelbahn dauerte von 1966 bis 1969.
Für die Bergstation am Hunerkogel musste der Gipfel des ursprünglich 2694 m hohen Berges weggesprengt werden.
Die Dachstein Gletscherbahn wurde 2003 von der Planai-Hochwurzen-Bahn-Gesellschaft in Schladming übernommen, die auch die Bergbahnen Planai und Hochwurzen an der Südseite des Ennstals betreibt.
Seit einigen Jahren findet regelmäßig der Schibergsteig-Wettbewerb Dachstein Xtreme statt.
In den letzten Jahren reichte die Schneelage nicht aus, um den Liftbetrieb über den ganzen Sommer hinweg aufrechtzuerhalten. Daher wurden hier, weil im Kalkkarst keine Beschneiung möglich ist, Versuche mit Schneekonservierung (Snowfarming) mittels Planen vorgenommen, wie sie auch in Tirol und am Kitzsteinhorn einen gewissen Erfolg gezeigt haben. Messungen im Rahmen einer Studie bestätigen den Dachsteingletschern örtlich Dicken bis 100 m, sodass aktiver Gletscherschutz zumindest möglich erscheint.
Die WM Skibergsteigen fand 2012 im Raum der Schi- und Langlaufinfrastruktur Ramsau–Dachstein statt.
Ende 2013 kam der Eispalast ins Gerede, weil er nach exakter Auslegung der Landesgrenzen auf Obertrauner Gemeindegebiet liegt, nicht Ramsauer, wie man angenommen hatte. Für das Geschäftsgebaren am Dachstein ist das ohne Auswirkung, da die Einnahmen zwischen den Gemeinden aufgeteilt werden – das Skigebiet liegt nördlich des Hauptkamms und damit gutteils auf Obertrauner Gebiet. Problematisch ist aber, dass der Eispalast nun in das oberösterreichische Europa- und Naturschutzgebiet Dachstein (EU02/N098) fällt, in dem Baubewilligungen strenger gehandhabt werden.
Die intensive touristische Erschließung, die durch die Schneeprobleme in den letzten Jahren in Richtung Erlebnistourismus geht, wird vor Ort auch kritisch gesehen.
Sie entspricht einem modernen Konzept der Besucherstromlenkung, die einerseits den Naturschutzgedanken einem breiten Publikum erfahrbar und zu einem lokalen Wirtschaftsfaktor macht, andererseits durch Konzentration andere Gebiete ungestört erhält. Dieser Interessenausgleich wird auch von der UNESCO unterstützt, die den Dachstein als „Naturlandschaft von einzigartiger Schönheit und besonderer wissenschaftlicher Bedeutung“ wie auch „Zeugnis kontinuierlicher menschlicher, wirtschaftlicher und kultureller Tätigkeit“ herausstreicht.

## Klima
Wie die meisten Skigebiete des Alpenraums ist auch der Dachsteingletscher zunehmend von den Auswirkungen der Klimakrise betroffen. So bezeichnet der Skisportler Eric Frenzel die Situation als „erschreckend“ und berichtet von seinen Beobachtungen wie folgt: „Wenn ich als Jugendlicher auf dem Dachstein-Gletscher unterwegs war, konnte ich direkt an der Bahn die Ski anschnallen und loslaufen. Jetzt muss man erst eine Weile unterwegs sein, bis man an die Loipen kommt“.
Im September 2022 musste die Geschäftsführung der Planai Seilbahnen bekannt geben, dass ein alpiner Skibetrieb in der Herbst-Wintersaison 2022/2023 aufgrund des Gletscherschwundes nicht stattfinden kann. Im März 2023 wurde das endgültige Aus des Skigebietes mit dem Abbau der Liftanlagen eingeläutet, der im Frühjahr 2023 abgeschlossen war.
Im Winter 2024/2025 fielen nur rund zwei Meter Schnee, sodass bereits zum Monatswechsel Juni/Juli an vielen Stellen der letzte Winterschnee geschmolzen ist. Infolgedessen kam eine Liftanlange aus den 1960er und 70er Jahren im Eis zu Tage.

## Angebote

### Alpin und Langlauf
Das Skigebiet umfasste
- einen Doppelsessellift und drei Schlepplifte
- fünf Abfahrten und zwei Skitouren
- drei Langlaufloipen

### Skitouren und Freeriden
Wegen seiner hochalpinen Lage eignet sich der Dachstein sehr gut für Skitouren und zum Freeriden.
- Die Österreichische National Skitour ist ca. 25 km lang und überwindet eine Differenz von 2400 Höhenmetern. Start der Tour ist die Bergstation der Dachstein-Südwandbahn am Hunerkogel, sie verläuft über den Hallstätter Gletscher zur Simonyhütte. Von der Hütte gelangt man über einen Wanderweg zur Gjaidalm, von wo aus man in das Skigebiet Krippenstein gelangt. Das letzte Stück führt über die Pisten des Krippensteins nach Obertraun.

Alternativ kann von der Simonyhütte über das Weittal oder das Wiesberghaus nach Hallstatt abgefahren werden.
- Edelgrieß-Abfahrt: Das Edelgrieß ist ein breites Kar zwischen dem Türlspitz und dem Gamsfeldspitz. Das Edelgrieß ist die Top-Freeride-Abfahrt. Sie führt in die Ramsau, überwindet eine Differenz von 1600 Höhenmetern und erreicht eine Hangneigung bis zu 45 Grad. Von der ehemaligen Bergstation des Austriaschartenlifts führt der Rosmariestollen, welcher extra für Tourengeher angelegt wurde, auf die Südseite und zum Einstieg der Edelgrieß-Abfahrt. Im unteren Bereich gibt es Varianten über die Kraml-Lahn und die Piste des Gamsfeldliftes, oder über die Karboden zurück zur Talstation der Dachstein-Südwandbahn.[17]

- Eine klassische extreme Steilwandabfahrt ist die Fluderrinne. Auch diese Abfahrt überwindet eine Höhendifferenz von 1600 Metern in zwei Teilstücken, dem steilen Hochkar und der Knolllahn.[16]

### Langlaufen
Auf dem Schladminger und Hallstätter Gletscher befinden sich nach Angaben der Gletscherbahn die längsten Gletscherloipen der Welt. Sie liegen auf ca. 2600 m und sind je nach Schneelage von Juli bis November befahrbar. Besonders im Herbst nutzen viele internationale Sportler die Loipen, um sich auf die nächste Wintersaison vorzubereiten.

### Skywalk
Der Dachstein Skywalk, eine Aussichtsplattform in der Dachstein-Südwand, ist mit 200.000 Besuchern eines der meistgenutzten Tourismusangebote der Steiermark. Ein Glasboden erlaubt den Blick hinab auf die Südwand.

### Eispalast
Der Eispalast wurde 2007 in das Eis des Schladminger Gletschers geschlagen. Er umfasst mehrere Räumlichkeiten wie etwa den Thronsaal, den Kristalldom oder den blauen Salon. Die Säulen im Thronsaal und andere Verzierungen wurden von chinesischen Eisschnitzern in Handarbeit aus dem Eis gearbeitet. Im Zuge der Arbeiten stieß man auf eine natürliche Gletscherspalte, die man durch eine Sichtluke besichtigen kann.
In den Folgejahren kamen weitere Themen in den Eispalast:
- zuerst wurden die Eisfiguren aus dem Film Ice Age nach der alljährlichen Ice World Ausstellung von Lübeck in den Eispalast gebracht. Sie wurden mit Kaltlicht in verschiedenen Farben beleuchtet und mit mystischer Musik beschallt.
- Ab 2010 wurden Figuren der Serie Simpsons dargestellt.
- 2013 standen die Objekte in Bezug zur Ski-WM in Schladming.[21]
- 2017 wurden bekannte Sehenswürdigkeiten der Steiermark detailgetreu aus Eis geschnitzt.
- 2018 kamen europäischen Sehenswürdigkeiten (wie das Brandenburger Tor und Manneken Pis) hinzu.[22]
- Seit 2020 zeigen die Eisskulpturen eine „Zeitreise durch die Geschichte“ (von Dinosaurier über Dampflokomotive bis zur Mondlandung)[23]

### Hängebrücke und Treppe ins Nichts
Die höchstgelegene Hängebrücke Österreichs wurde 2013 eröffnet. Die Treppe ins Nichts, eine weitere Aussichtsplattform, erlaubt spektakuläre Blicke hinab auf die Südwand und hinüber auf die benachbarten Gipfel des Dachsteins.

## Bilder

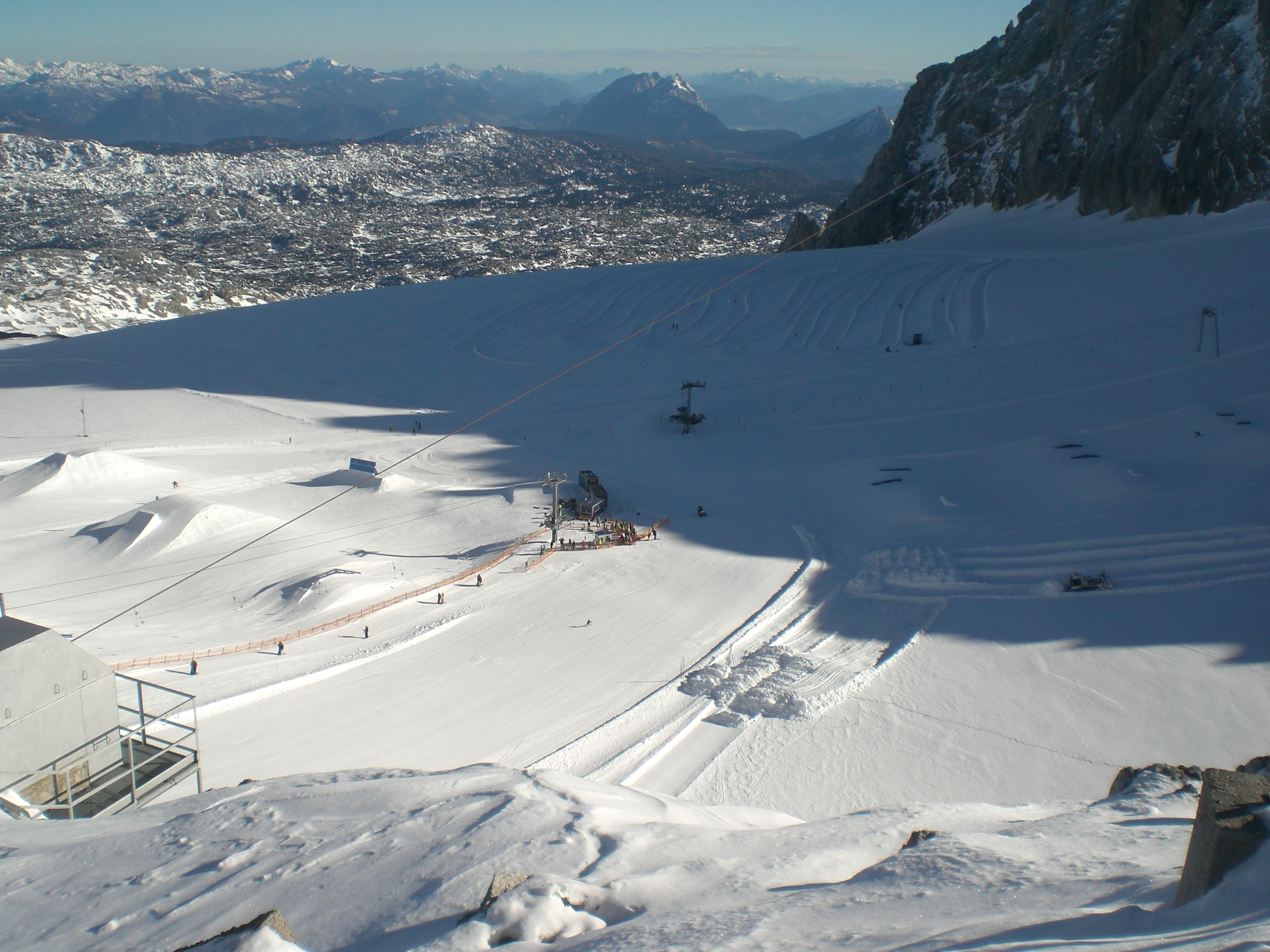
Blick auf Funpark und Loipe
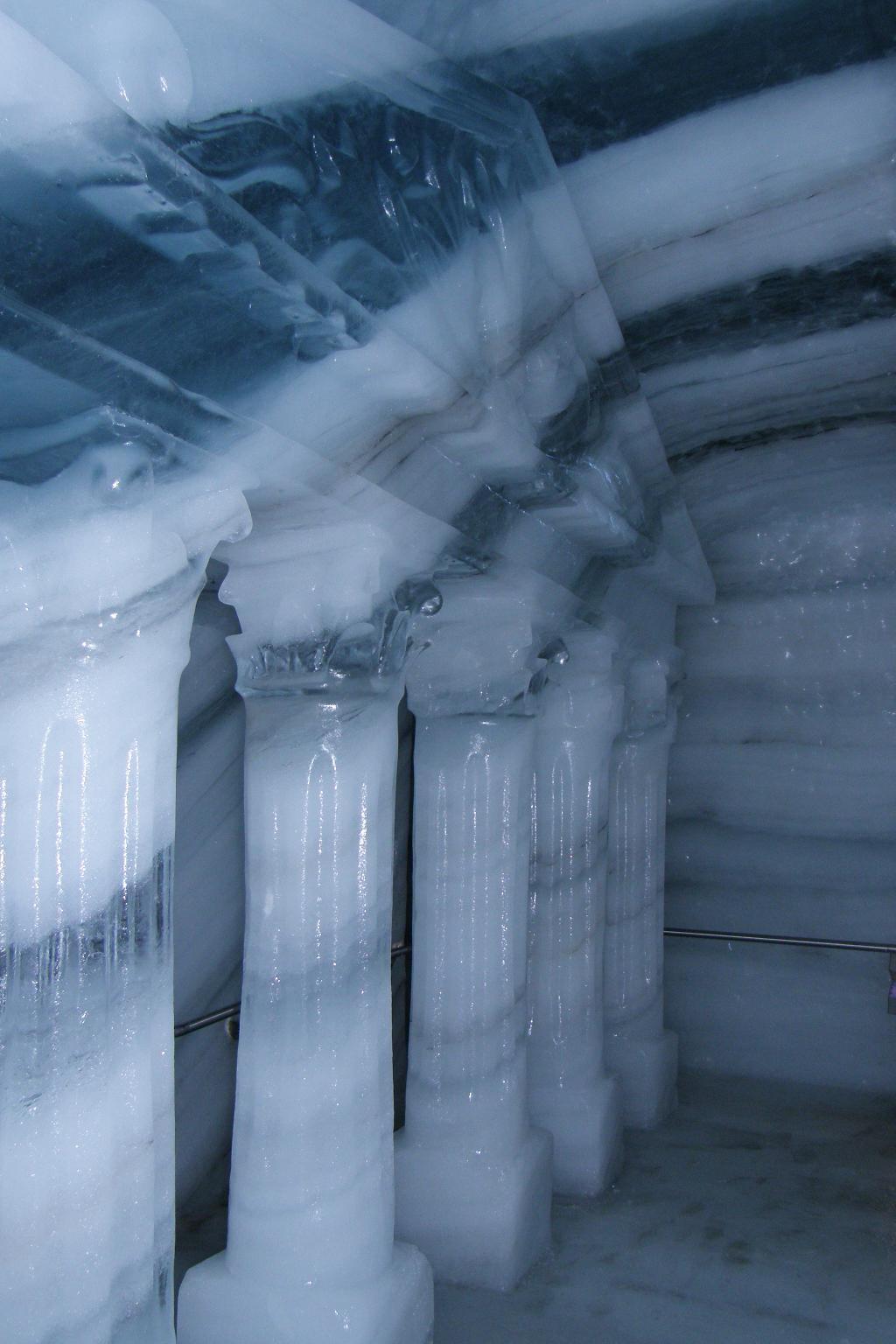
Dachstein Eispalast
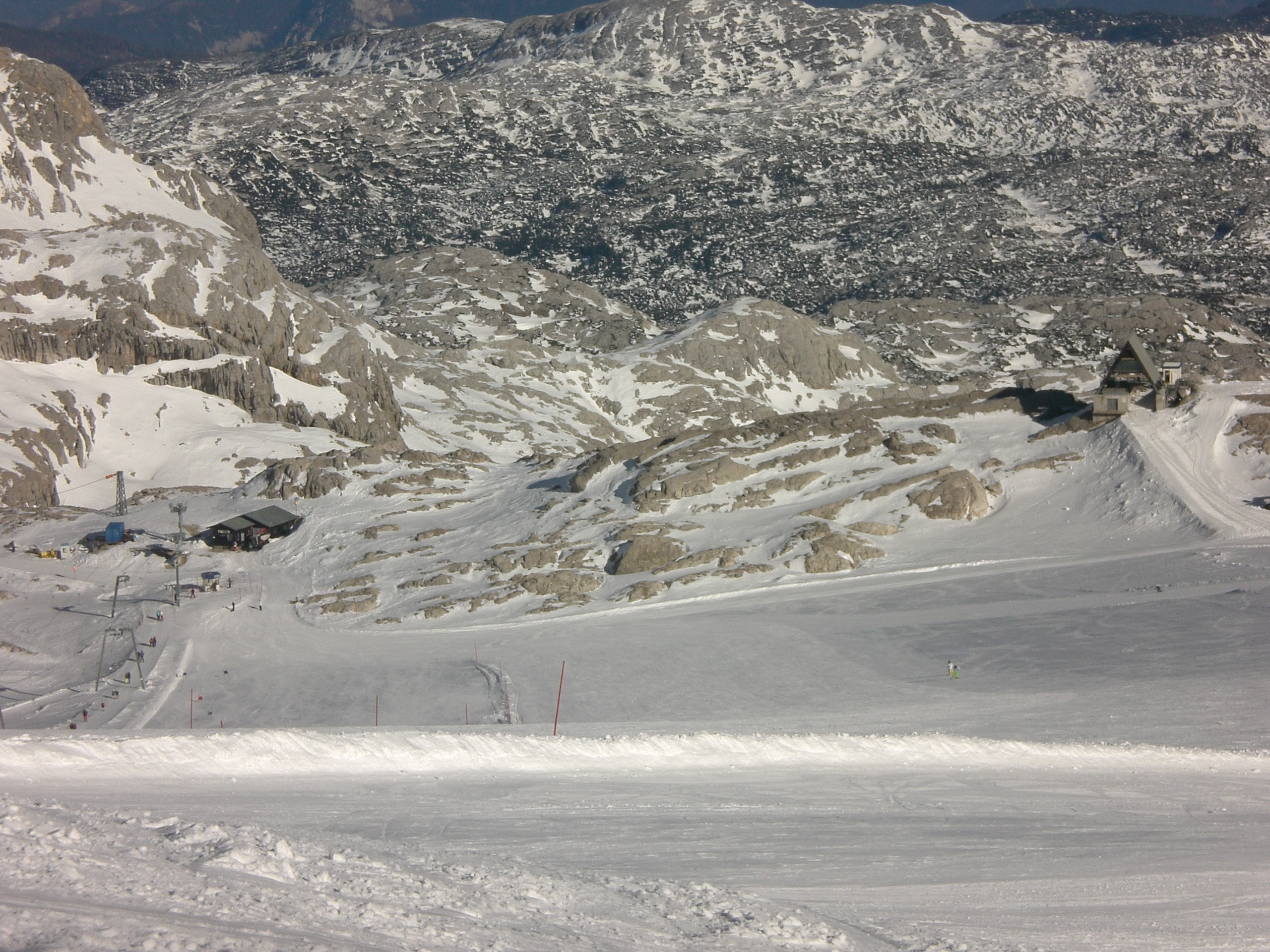
Piste Schladminger Lift
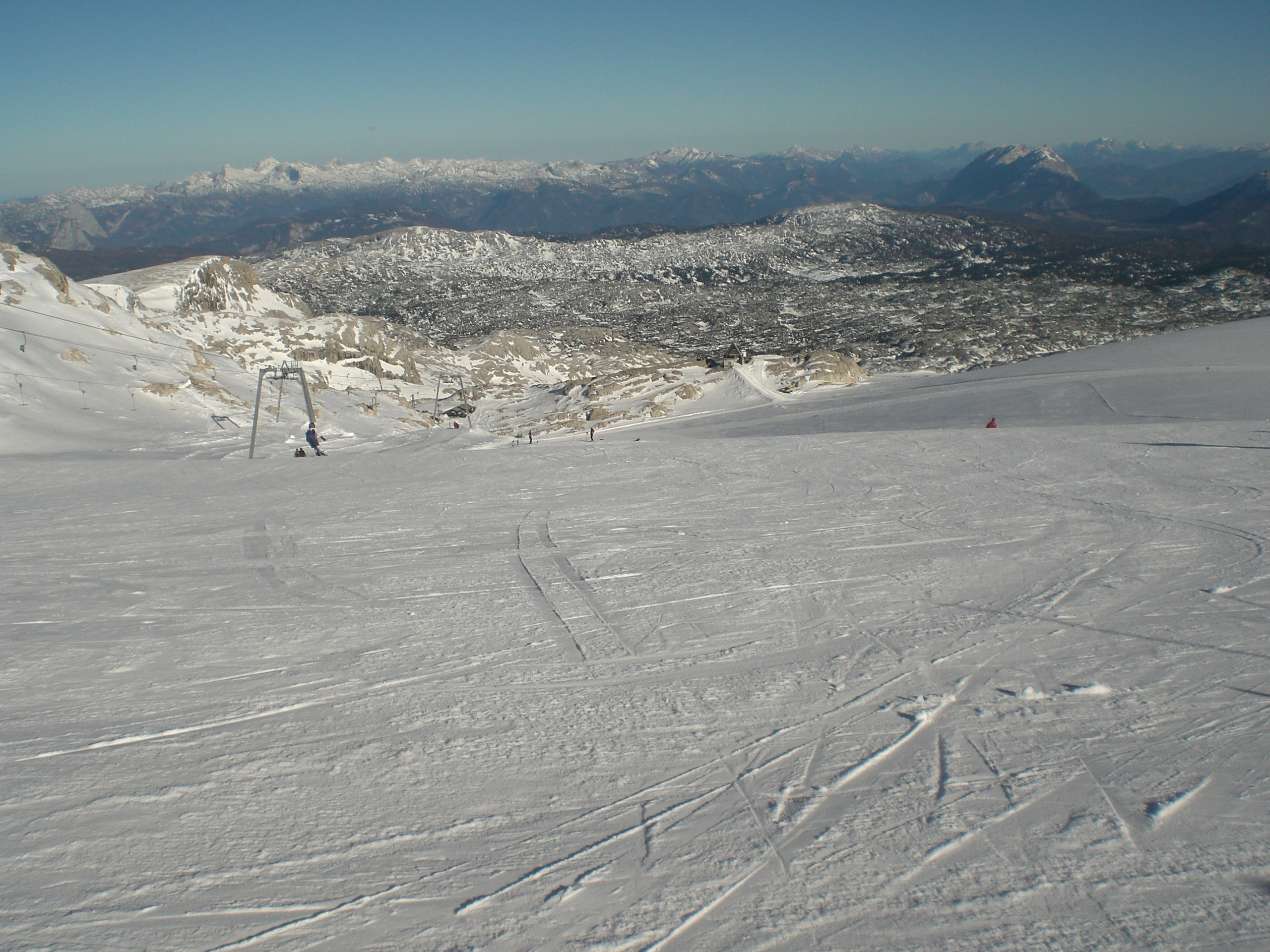
Piste Schladminger Lift
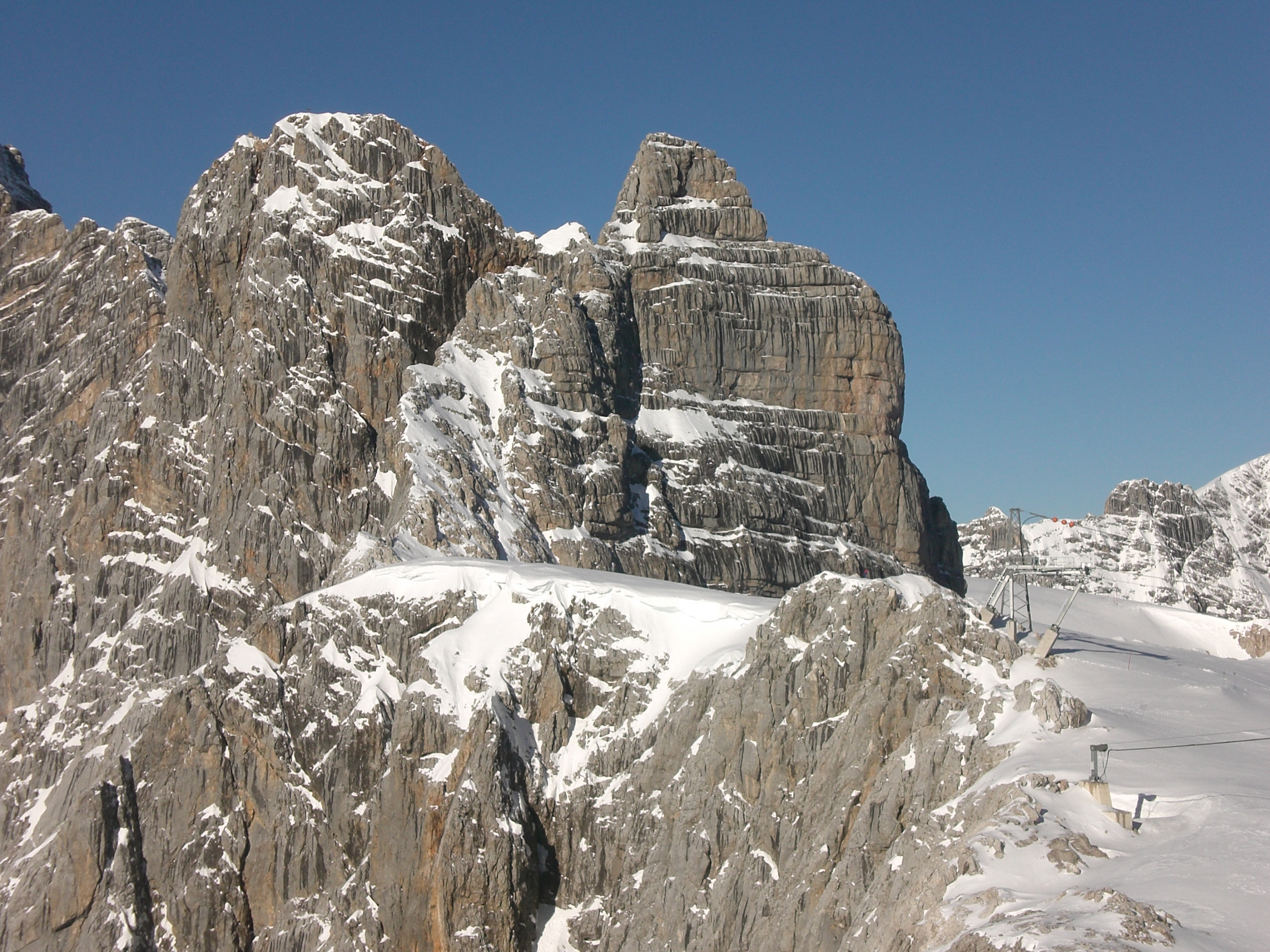
Gipfel hoher Dachstein
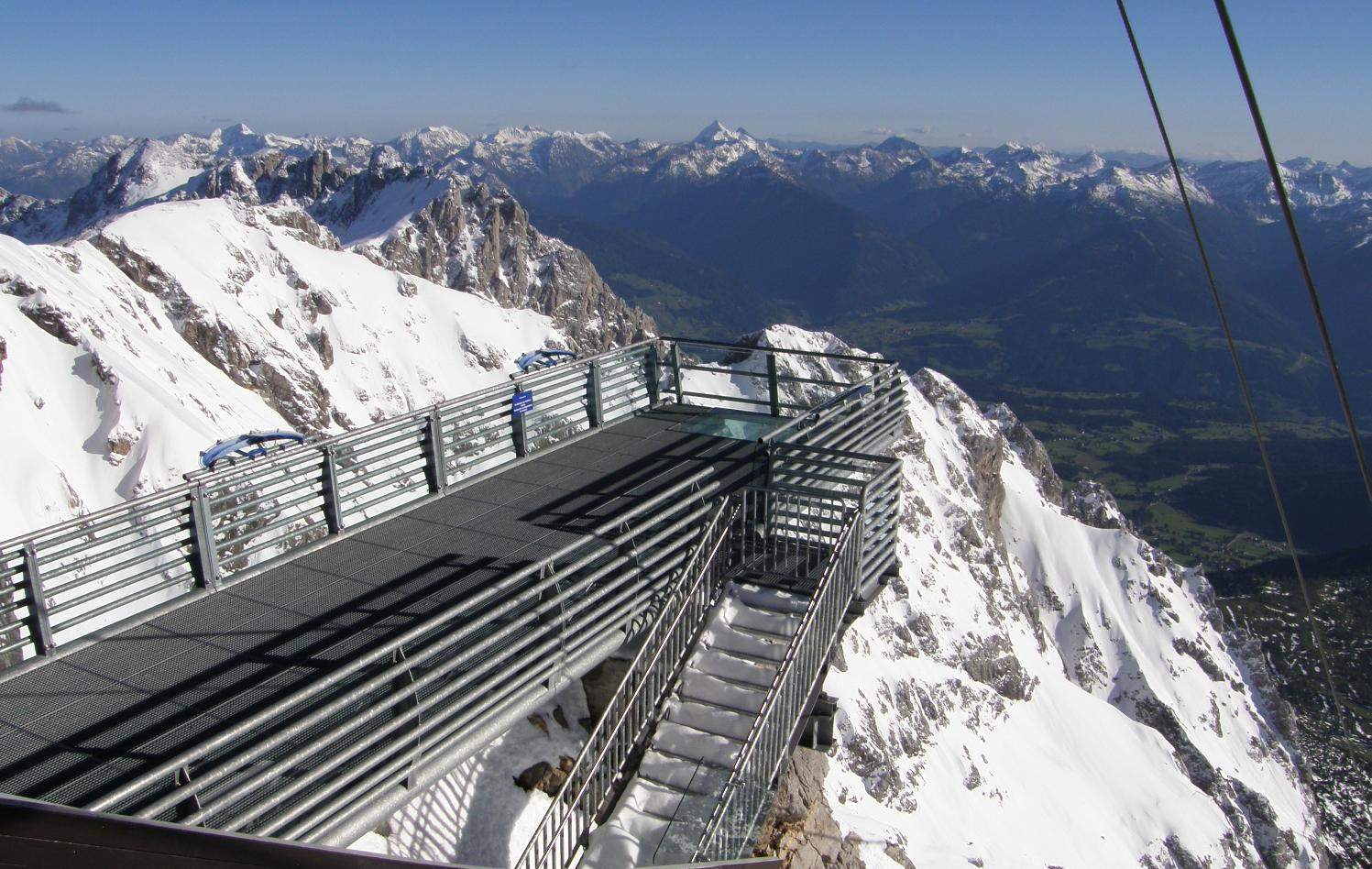
Dachstein Skywalk
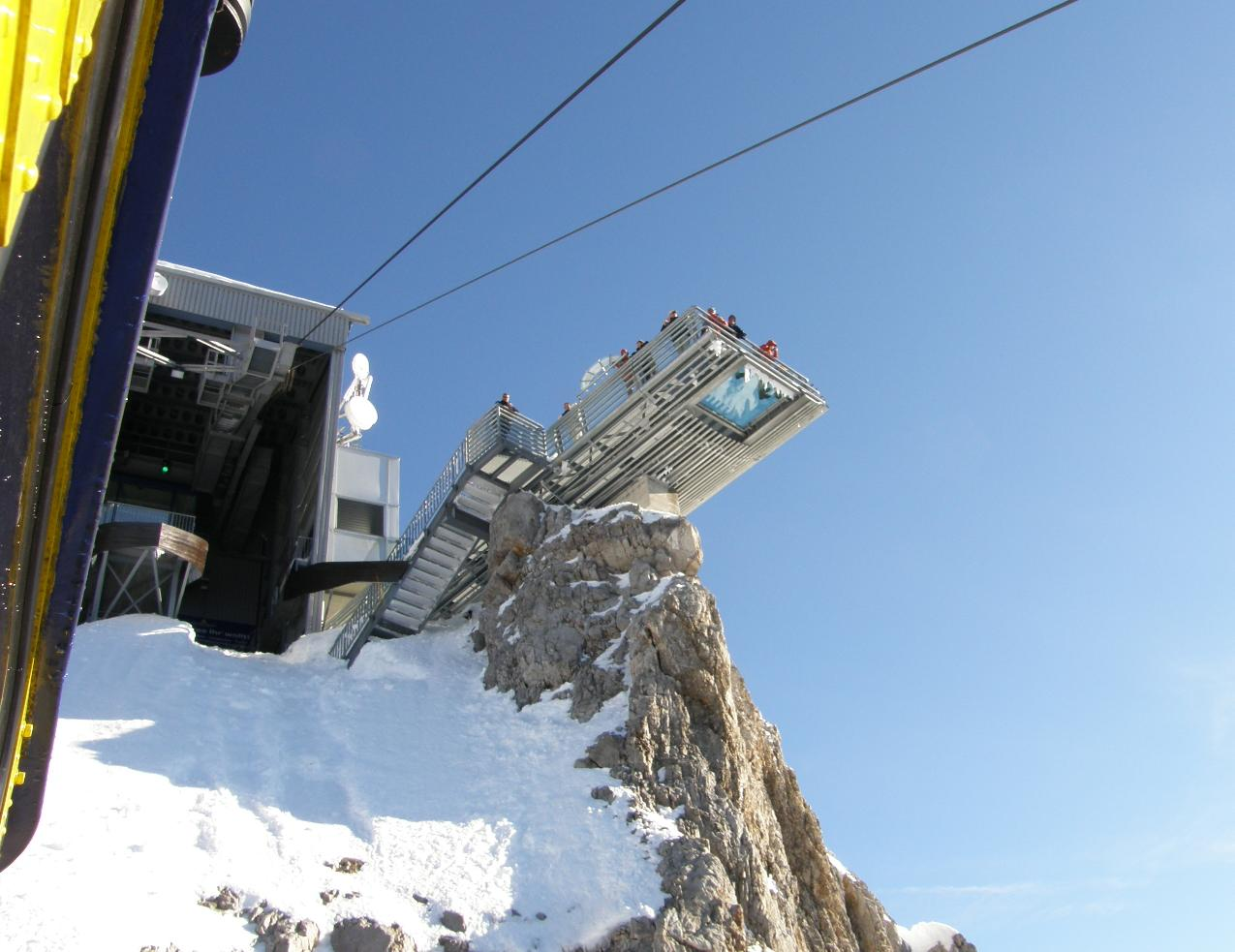
Dachstein Skywalk
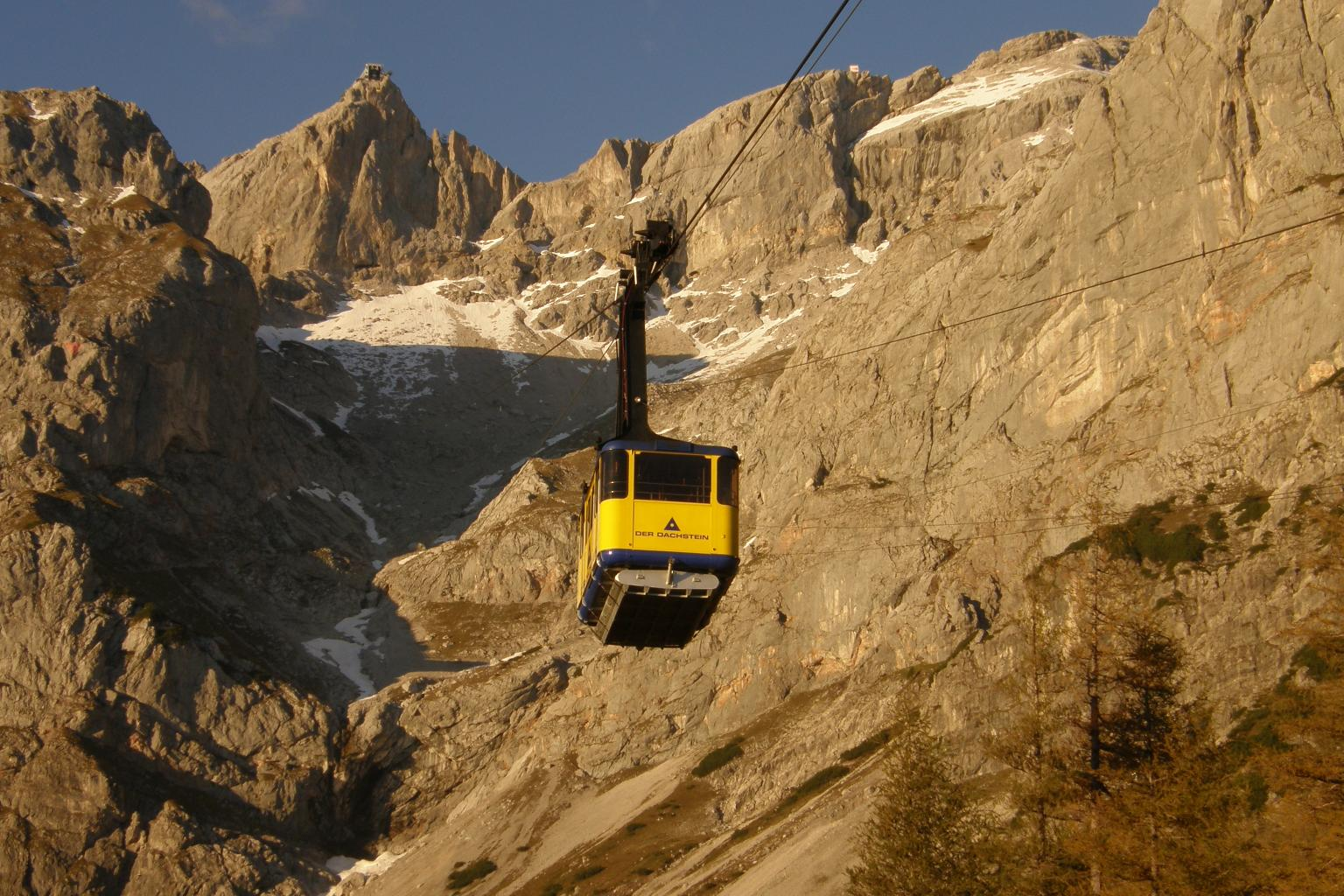
Dachstein-Südwandbahn